# 蒂拉斯波尔足球俱乐部
蒂拉斯波尔足球俱乐部，摩尔多瓦东部蒂拉斯波尔的一个足球俱乐部，成立于2001年，曾贏得 1 次摩爾多瓦全國足球聯賽。球隊已於2015年解散。　

## 成绩
- 摩爾多瓦全國足球聯賽 
  - 冠军(1): 1997

- 摩爾多瓦盃 
  - 冠军(2): 1996, 2000